# 三木家住宅 (兵庫県福崎町)
三木家住宅 （みきけじゅうたく）は兵庫県神崎郡福崎町にある歴史的建造物。

## 概説
三木家は姫路藩英賀城主の後裔で、1655年（明暦元年）に姫路藩主の榊原家に新田開発を命じられ、辻川の地に移ったと伝えられる名家。以来1871年（明治4年）の廃藩置県まで、代々姫路藩の大庄屋として地域に貢献した。
大庄屋であった当時の屋敷・門塀・蔵が現存し、江戸時代の民具、書物など約15,000点を所蔵した。
また、民俗学の祖とされる柳田國男が10歳から12歳頃まで三木家で生活し、著書『故郷七十年』に「三木家の四千冊余の蔵書を乱読したことが民俗学の基礎となった」と書き記している。
2004年11月、三木家当主より福崎町へと移管された。町は、三木家住宅内に体験型の資料館を「2005年度中にも開設する予定」だったという。
各箇所の老朽化による全面修理が2010年11月から行われている。

## 文化財
- 9棟および表座敷 - 兵庫県指定重要有形文化財（1972年3月24日指定） 
  - 表座敷 - 1737年（元文2年）建築
  - 玄関脇別棟便所風呂 - 1737年（元文2年）建築
  - 離れ - 1773年（安永2年）建築
  - 副屋 - 江戸中期建築
  - 内蔵 - 江戸末期建築、土蔵造
  - 米蔵 - 江戸末期建築、土蔵造
  - 酒造蔵 - 江戸末期建築、土蔵造
  - 角蔵 - 江戸末期建築、土蔵造
  - 廐 - 江戸末期建築　
  - 表門

## 建築概要
- 構造 - 木造、土蔵造、一部2階建
- 延床面積 - 約900m2
- 所在地 - 〒679-2204 兵庫県神崎郡福崎町西田原1106

## 交通アクセス
- JR播但線 福崎駅より徒歩25分
- JR播但線 福崎駅より神姫バスで10分、「辻川」下車、徒歩5分

## 周辺情報
- 旧辻川郵便局（隣接）
- 柳田國男生家・柳田國男記念館
- 福崎町立神崎郡歴史民俗資料館（明治19年竣工の西洋館、兵庫県指定重要文化財）
- 神積寺 - 991年創建、播磨天台六山の一つ。薬師如来坐像は国の重要文化財

## 参考資料
- 兵庫県神崎郡福崎町教育委員会編『兵庫県指定文化財 三木家住宅 総合調査報告書』1999年